# Mervyn Peake
Pour les articles homonymes, voir Peake.
Mervyn Laurence Peake (Kuling, Chine, 9 juillet 1911 - 17 novembre 1968) est un illustrateur, poète et écrivain anglais. Ami de Dylan Thomas et Graham Greene, il est surtout connu pour sa trilogie de Gormenghast, qui l'a fait comparer à Charles Dickens et J. R. R. Tolkien. Son influence est importante sur la fantasy anglo-saxonne.

## Biographie
Mervyn Peake est né en Chine en 1911, seulement trois mois avant la révolution et la proclamation de la République chinoise. 
En 1921, alors qu'il réside avec ses parents dans la ville de Tien-Tsin, Mervyn Peake, âgé de 10 ans, écrit sa première nouvelle, méconnue du grand public et non traduite en français, The White Chief of the Umzimbooboo Kaffirs.
Après des études dans une école d'art, il commence à exposer en 1935 à la Royal Academy. Son premier livre, une histoire de pirates pour enfants Captain Slaughterboard Drops Anchor, paraît en 1939, et une maison d'édition lui commande un autre livre. Il publie ensuite des recueils de poèmes nonsensiques.
En 1940, il demande à être peintre de guerre employé par l'armée. Il réalise plusieurs dessins, mais l'armée ne sait que faire de lui, et il commence à écrire Titus Groan. On y retrouvera comme dans la plupart de ses œuvres, l'influence de la culture chinoise. Refusé comme peintre de guerre, il plonge dans la dépression. Ce n'est qu'après son rétablissement qu'on lui demande de dépeindre des souffleurs de verre fabriquant des tubes cathodiques. Il produit alors de ses meilleurs tableaux.
Entre 1943 et 1948, il illustre plusieurs œuvres littéraires comme Les Aventures d'Alice au pays des merveilles de Lewis Carroll, les Contes de Jacob et Wilhelm Grimm, Le Dit du vieux marin de Samuel Taylor Coleridge, L'Étrange Cas du docteur Jekyll et de M. Hyde de Robert Louis Stevenson.
Envoyé par un journal en France et en Allemagne en 1945, peu après la fin de la guerre, il est l'un des premiers à voir les camps de concentration. Cette expérience le marque durablement. Il publie Titus Groan (Titus d'Enfer) en 1946.

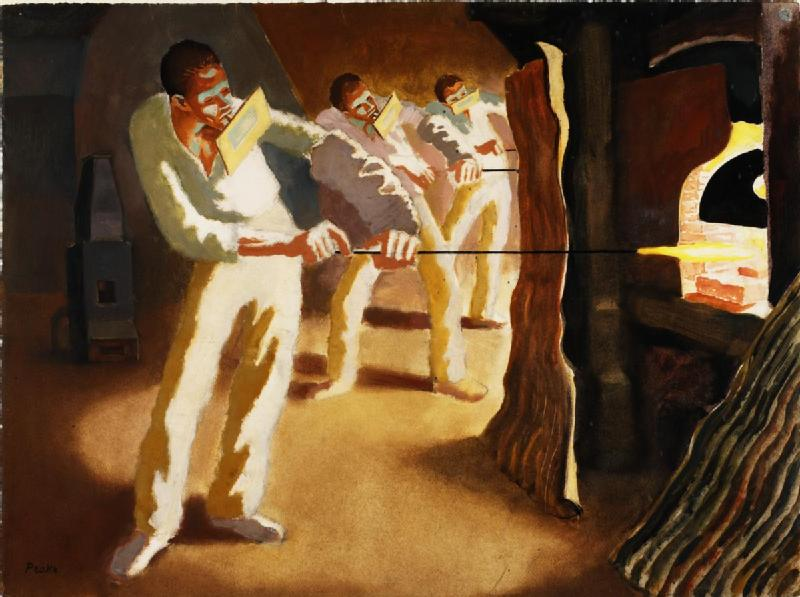
Souffleurs de verre "assemblant" depuis le Fourneau, tableau de Mervin Peake (1943).

En 1946, sa famille emménage à Sercq. Il publie en 1948 les Letters from a Lost Uncle (from Polar Regions), puis la suite de Titus d'Enfer, le roman Gormenghast, en 1950. Ces romans sont centrés sur un immense château dont les recoins semblent sans limites. Leurs personnages étranges et surdimensionnés[Quoi ?] furent comparés à ceux d'auteurs aussi différents que François Rabelais ou John Cowper Powys.
Il enseigne à la Central School of Art et son père lui laisse à sa mort sa maison du Surrey. En 1956, sa femme et lui voyagent en Espagne, mais sa santé décline déjà. Sa longue nouvelle Boy in Darkness (Titus dans les ténèbres) paraît dans un recueil avec des nouvelles de John Wyndham et William Golding.
Atteint de la démence à corps de Lewy, il perd d'abord ses capacités d'écrivain puis de dessinateur. Titus Alone (Titus errant), le dernier volet de sa trilogie, paraît en 1959. Il illustre encore Les Cent Contes drolatiques d'Honoré de Balzac, et son poème The Rhyme Of The Flying Bomb en 1962, puis doit s'arrêter. C'est après sa mort qu'il est redécouvert.

## Œuvre

### Recueils de poèmes
- 1941 : Shapes & Sounds
- 1944 : Rhymes without Reason
- 1950 : The Glassblowers
- 1962 : The Rhyme Of The Flying Bomb
- 1965 : Poems & Drawings
- 1967 : A Reverie of Bone
- 1972 : Selected Poems (posthume)
- 1975 : Twelve Poems  (posthume)
- 1979 : Peake's Progress (posthume)
- 1993 : Ten Poems
- 1995 : Eleven Poems
- 2008 : The Collected Poems of Mervyn Peake (posthume)

### Recueils d'illustrations (posthumes)
- 1974 : The Drawings of Mervyn Peake
- 1974 : Writings and Drawings
- 2006 : Mervyn Peake: the man and his art
- The Sunday Books (Les Livres du Dimanche), textes de Michael Moorcock, Denoël Graphic 2010

### Romans

#### Cycle deGormenghast
- 1946 : Titus Groan. Traduction : Titus d'Enfer, Stock, 1974 ; Phébus, 1998 ; Seuil « Points », 2009, réédition dans La Trilogie de Gormenghast, Phébus, 2006, Le Cycle de Gormenghast (incluant en un volume les trois romans et la nouvelle du cycle), éditions Omnibus, 2018
- 1950 : Gormenghast, Stock, 1977 ; Phébus, 2000 ; Seuil « Points », 2009
- 1959 : Titus Alone. Traduction : Titus errant, Stock, 1979 ; Phébus, 2001 ; Seuil « Points », 2009
- 1956 : Boy in Darkness  (nouvelle). Traduction : Titus dans les ténèbres, J. Losfeld, 1995
- Années 1960 : Titus Awakes (inachevé)

#### Autres romans
- 1921 : The White Chief of the Unzimbooboo Kaffirs
- 1939 : Captain Slaughterboard Drops Anchor, livre illustré. Traduction : Capitaine Massacrabord, Joie de lire, 2011.
- 1946 : The Craft of the Lead Pencil
- 1948 : Letters from a Lost Uncle (from Polar Regions) . Traduction : Lettres d'un oncle perdu, Casterman, Tournai, 1980 ; 1997.
- 1953 : Mr Pye, J. Losfeld, 1993.
- 1972 : A Book of Nonsense
- Fric-frac du sens, avec des œuvres d'Edward Lear, Brest, E. Brunet, 2004.
- 1996 : The Cave

### Fiction radiophonique
- 1956 : The Eye of the Beholder. Repris et corrigé par la suite sous le titre The Voice of One.

### Théâtre
- 1957 : The Wit To Woo